# Chriodorus atherinoides
Chriodorus atherinoides – gatunek ryby z rodziny półdziobcowatych (Hemiramphidae), jedyny przedstawiciel rodzaju Chriodorus.